# جونيور تافا
جونيور تافا (بالإنجليزية: Junior Tafa؛ مواليد 21 أبريل 1996) هو مُقاتل فنون قتالية مختلطة أسترالي.

## وصلات خارجية
- جونيور تافا على موقع بوكس ريك (الإنجليزية) (registration required)
- جونيور تافا على موقع يو إف سي (الإنجليزية)
- جونيور تافا على موقع شيردوغ (الإنجليزية)
- جونيور تافا على موقع Tapology.com (الإنجليزية)